# Mafraq
Mafraq (Árabe: المفرق Al-Mafraq, em dialetos locais Mafrag ou Mafra, "retalho") é a capital da província de Mafraq, na Jordânia, localizada 80 quilômetros ao norte da capital do país, Amã, no cruzamento com a Síria, ao norte, e ao Iraque, a leste. Tem atualmente 58.954 habitantes (2000). Mafraq também foi a localização de um prisioneiro do campo de guerra transjordaniano durante a guerra Árabe-Israelense, usado por soldados como tomada de uma vitória da Transjordânia, em um quartel judeu na Jerusalém Oriental, em 1948. 

## Referências

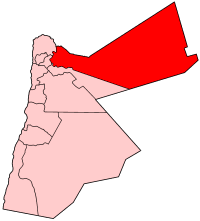
Mafraq